# 第46回ダヴィッド・ディ・ドナテッロ賞
第46回ダヴィッド・ディ・ドナテッロ賞（だい46かいダヴィッド・ディ・ドナテッロしょう）の授賞式は、 2001年4月10日にローマで行われた。

## 受賞とノミネート一覧

### 作品賞
- 息子の部屋 La stanza del figlio（監督：ナンニ・モレッティ）
- ペッピーノの百歩 I cento passi（監督：マルコ・トゥリオ・ジョルダーナ）
- 最後のキス L'ultimo bacio（監督：ガブリエーレ・ムッチーノ）

### 監督賞
- ガブリエーレ・ムッチーノ（『最後のキス』）
- マルコ・トゥリオ・ジョルダーナ（『ペッピーノの百歩』）
- ナンニ・モレッティ（『息子の部屋』）

### 新人監督賞
- アレックス・インファシェッリ（『オールモスト・ブルー』）
- ロベルト・アンドー（『Il manoscritto del Principe』）
- ローランド・ステファネッリ（『Il prezzo』）

### 脚本賞
- クラウディオ・ファーヴァ、モニカ・ザペッリ、マルコ・トゥリオ・ジョルダーナ（『ペッピーノの百歩』）
- リンダ・フェッリ、ナンニ・モレッティ、ハイドラン・シュリーフ（『息子の部屋』）
- ガブリエレ・ムッチーノ（『最後のキス』）

### プロデューサー賞
- ドメニコ・プロカッチ（Fandango）、Medusa Film（『最後のキス』）
- アンジェロ・バルバガッロ、ナンニ・モレッティ（『Sacher Film』）（『息子の部屋』）
- ファブリツィオ・モスカ（Titti Film）（『ペッピーノの百歩』）

### 主演女優賞
- ラウラ・モランテ（『息子の部屋』）
- マルゲリータ・ブイ（『無邪気な妖精たち』）
- ジョヴァンナ・メッツォジョルノ（『最後のキス』）

### 主演男優賞
- ルイジ・ロ・カーショ（『ペッピーノの百歩』）
- ステファノ・アコルシ（『最後のキス』）
- ナンニ・モレッティ（『息子の部屋』）

### 助演女優賞
- ステファニア・サンドレッリ（『最後のキス』）
- アティナ・チェンチ（『Rosa e Cornelia』）
- ジャスミン・トリンカ（『息子の部屋』）

### 助演男優賞
- トニー・スペランデオ（『ペッピーノの百歩』）
- シルヴィオ・オルランド（『息子の部屋』）
- クラウディオ・サンタマリア（『最後のキス』）

### 撮影監督賞
- コルタイ・ラヨシュ（『マレーナ』）
- フランコ・ディ・ジャコモ（『Concorrenza sleale』）
- ロベルト・フォルツァ（『ペッピーノの百歩』）

### 作曲賞
- ニコラ・ピオヴァーニ（『息子の部屋』）
- エンニオ・モリコーネ（『マレーナ』）
- アルマンド・トロヴァヨーリ（『不公平な競争』）

### 美術賞
- ルチアーノ・リッチェーリ（『不公平な競争』）
- ジャンカルロ・バジーリ（『息子の部屋』）
- フランチェスコ・フリジェーリ（『マレーナ』）

### 衣装デザイン賞
- エリザベッタ・モンタルド（『ペッピーノの百歩』）
- マウリツィオ・ミレッノッティ（『マレーナ』）
- オデッテ・ニコレッティ（『不公平な競争』）

### 編集賞
- クラウディオ・ディ・マウロ（『最後のキス』）
- エスメラルダ・カラブリア（『息子の部屋』）
- ロベルト・マッシローリ（『ペッピーノの百歩』）

### 録音賞
- ガエターノ・カリート（『最後のキス』）
- フルジェンツィオ・チェッコン（『ペッピーノの百歩』）
- アレッサンドロ・ザノン（『息子の部屋』）

### 短編映画賞
- Gavetta（監督：クレイグ・ベル）
- Cecchi Gori Cecchi Gori?（監督：ロッコ・パパレオ）

### 外国映画賞
- ムッシュ・カステラの恋（監督：アニエス・ジャウィ）
- リトル・ダンサー（監督：スティーブン・ダルドリー）
- ショコラ（監督：ラッセ・ハルストレム）
- 花様年華（監督：ウォン・カーウァイ）

### ダヴィッド学生賞
- ペッピーノの百歩 I cento passi（監督：マルコ・トゥリオ・ジョルダーナ）

### ダヴィッド特別賞
- トニー・カーティス
- マーティン・スコセッシ
- エンツォ・ヴェルズィーニ